# Ха-Тиква (партия)
«Ха-Тиква» (ивр. התקווה ,הַתִּקְוָה Надежда) — израильская политическая партия, существовавшая с 2009 по 2012 годы. Полное название — «Ха-Тиква — сионистская национальная партия».
«Ха-Тиква» — правая, общеизраильская (то есть не религиозная и не исключительно светская) партия, отстаивающая идею принадлежности всей Страны Израиля еврейскому народу. «Ха-Тиква» выступает против создания арабского государства в Стране Израиля, против отрицания Израиля как еврейского демократического государства, а также за жесткое противодействие террору.

## История
Созданию «Ха-Тиквы» предшествовало объединение национально-религиозной партии «Мафдал» с правым блоком «Ихуд Леуми», представлявшим как религиозных, так и светских израильтян (сам блок объединял партии «Моледет», АХИ и «Ткума»). Возникшая политическая сила (ставшая позже именоваться «Еврейский Дом») перестала, по мнению основателей «Ха-Тиквы», адекватно представлять нерелигиозное население, придерживающееся правых взглядов, что и побудило их на создание новой партии. Председателем временного правления партии стал полковник запаса Ехоар Галь, а член кнессета от «Национального Единства» Арье Эльдад вошел в состав правления.
9 декабря 2008 года «Ха-Тиква», насчитывавшая к тому времени более 1200 членов, провела конференцию, на которой профессор Арье Эльдад был избран председателем партии, и были проведены выборы кандидатов в кнессет 18 созыва.
Кандидаты партии «Ха-Тиква» в кнессет 18 созыва:
1. профессор Арье Эльдад.
2. доктор Рон Брайман (председатель объединения «Профессора за сильный Израиль»).
3. Илан Коэн.
4. Ехоар Галь.
5. Хава Табенкин.
6. Юваль Брандштатер.
7. Менди Сафди (председатель форума «Друзы за Израиль»).

В декабре 2008 года «Ха-Тиква» вошла в заново образованный предвыборный список «Ихуд Леуми» — «Национальное единство». Арье Эльдад занял третье место в списке, а Рон Брайман — восьмое.

## Идеология
Идеология партии «Ха-Тиква», представленная в её программе, включает в себя следующие принципы:
1. Израиль — национальный очаг еврейского народа. Страна Израиля принадлежит народу Израиля согласно Торе и международному праву.
2. Отрицание создания на территории Израиля к западу от Иордана какого-либо другого государственного образования. Укрепление израильского суверенитета на всей территории страны, включая Голанские высоты.
3. Установление полного израильского суверенитета, включая право евреев молиться, на Храмовой горе в Иерусалиме.
4. Подобно тому, как массы еврейских беженцев из арабских стран переселились в Израиль, проблема арабских беженцев должна быть решена посредством их переселения в арабские страны и в страны, поощрающие иммиграцию. Партия «Ха-Тиква» рассчитывает на широкую международную поддержку регионального проекта решения проблемы беженцев.
5. Как в любом правовом государстве, получение гражданских прав в Израиле неотделимо от исполнения гражданских обязанностей. В частности, право гражданина избирать и быть избранным в органы власти должно быть обусловлено прохождением им воинской или альтернативной службы. Каждый гражданин должен принести присягу на верность государству Израиль как еврейскому и демократическому.
6. Сохранение Страны Израиля и её ресурсов для будущих поколений, охрана окружающей среды и развитие альтернативных технологий энерго- и водоснабжения.
7. Борьба за искоренение коррупции, а также за чистоту власти, неподкупность и профессионализм во всех властных структурах и государственных учреждениях.
8. Придание ивриту статуса единого официального языка страны, вместе с признанием особого статуса других распространенных в Израиле языков.
9. Содействие углубленному изучению Танаха, еврейской истории и культуры.
10. Поощрение репатриации евреев в Израиль и улучшение условий интеграции новоприбывших.
11. Принятие Конституции, гарантирующей еврейский и сионистский характер государства Израиль.
12. Либерализация израильского рынка, ликвидация явных и тайных монополий и поощрение развития частного бизнеса.
13. Содействие взаимопониманию между светскими и религиозными гражданами государства.
14. Искоренение существующих связей между властью, капиталом и прессой. Создание новых, объективных средств массовой информации, отражающих весь спектр мнений израильского общества.